# Новомосковская правда
«Новомосковская правда» (ранее: «Подмосковный гигант», «Сталиногорский пролетарий», «Сталиногорская правда») — общественно-политическая газета города Новомосковска, выходит один раз в неделю (четверг) и распространяется в городе Новомосковске и в Новомосковском районе Тульской области.

## История
Газета основана 30 октября 1930 года в городе Бобрики (ныне — Новомосковск) на т. н. «Бобрикстрое» — строительстве химического комбината по производству азотных удобрений вместе с сопутствующими производствами и инфраструктурой. Первоначально называлась «Подмосковный гигант» и описывала ход строительных работ на будущем производстве.
Сначала газета печаталась в 22-й типографии «Мособлполиграф» в Москве, но уже с января 1931 года была открыта типография в Индустриальном районе города Бобрики. Типография занимала половину барака, имела одну печатную машину, десять пудов шрифта, в штате работали три наборщика и один печатник. Через год типография значительно пополнилась — в ней работали три плоские машины и одна «Виктория». Коллектив типографии насчитывал 65 человек, из которых 25 — наборщиков.
С 1934 года газета получила новое название — «Сталиногорский пролетарий», потом «Сталиногорская правда», а с 1961 года стала «Новомосковской правдой».
В предвоенные годы газета сыграла важную роль в развитии города, мобилизации населения и добровольцев на выполнение пятилетних планов и заданий. В составе редакции работали ставшие известными впоследствии журналисты: Всеволод Иорданский, Лев Шейдин, поэт-сатирик Морис Слободской. При газете было образовано литературное объединение. Литобъединение подготовило ряд литераторов, среди которых Н. Кондрашин, Б. Чекалин, С. Фоканов и др.
В годы войны несколько лет ответственным секретарём газеты и руководителем литературного объединения был советский поэт Ярослав Смеляков. После освобождения из финского плена, он был незаслуженно осуждён и отправлен в лагерь под Сталиногорск, на 19-ю шахту, где работал банщиком. Однако усилиями журналистов П. В. Поддубного и С. Я. Позднякова поэт был освобождён и сотрудничал с газетой. Также активно сотрудничали с газетой писатели Алексей Логунов, Анатолий Брагин, Василий Галкин, Виталий Юшкин и др.
Первые свои шаги в журналистике в газете делал и Морис Романович Слободской — российский драматург, прозаик, поэт. Участник Великой Отечественной войны. Награждён орденом Красной Звезды, орденом Отечественной войны II степени, орденом Знак Почёта и медалями. Член Союза писателей СССР (1938). Совместно с Владимиром Дыховичным и Яковым Костюковским были написаны стихи для многих песен. Совместно с Яковом Костюковским написал сценарии трёх самых знаменитых комедий Л. Гайдая: «Операция „Ы“ и другие приключения Шурика», «Кавказская пленница» и «Бриллиантовая рука».
Несколько сотрудников газеты удостоены звания почётного гражданина города Новомосковска: бывший заведующий отделом писем В. А. Большаков, поэт и фронтовик, написавший много очерков о земляках; бывший заместитель редактора К. И. Разин; главный редактор (1957—1983) А. С. Бондаренко, посвятивший 40 лет своей жизни «Сталиногорской (Новомосковской) правде».
Общественно-политическая газета «Новомосковская правда» выходит один раз в неделю и распространяется в городе Новомосковске и в Новомосковском районе Тульской области. Тираж — 3000 экз.

## Награды и премии
- Знак отличия «Золотой фонд прессы — 2014»
- Знак отличия «Золотой фонд прессы — 2015»
- Знак отличия «Золотой фонд прессы — 2021»
- Знак отличия «Золотой фонд прессы — 2022»
- Знак отличия «Золотой фонд прессы — 2023»
- Знак отличия «Золотой фонд прессы — 2024»